# Kilarrow Parish Church

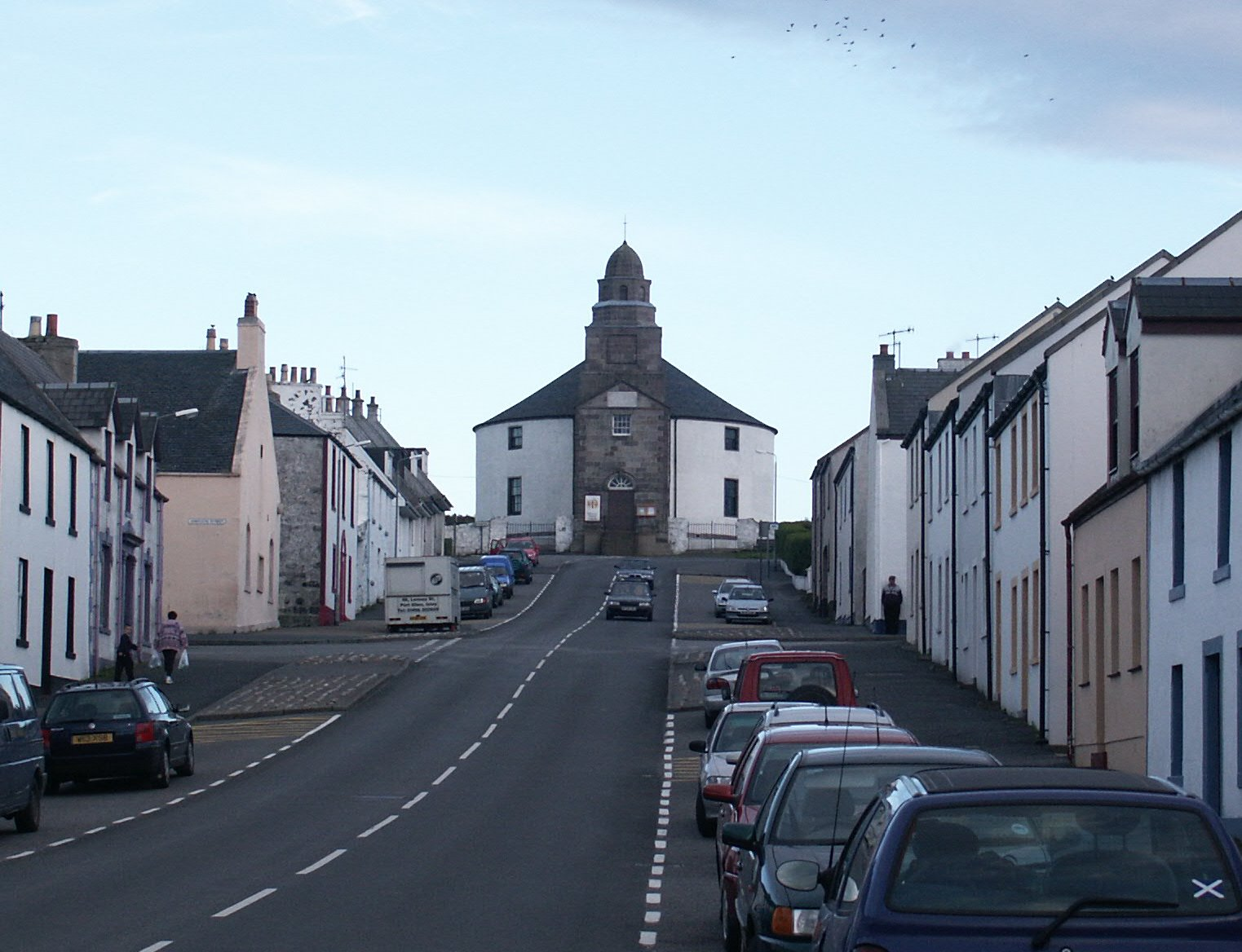
Die Kilarow Parish Church am Kopf der Main Street

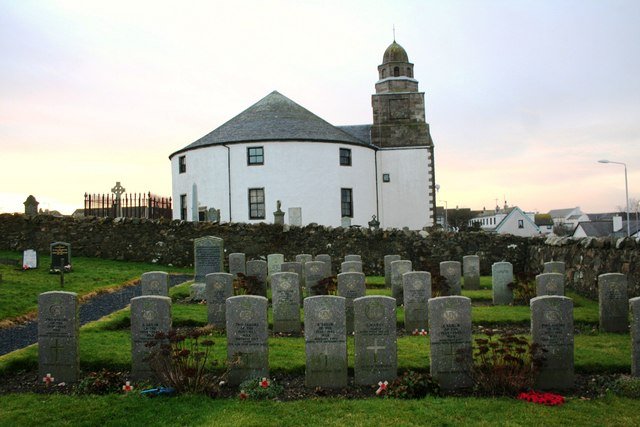
Seitenansicht mit Kriegsgräbern

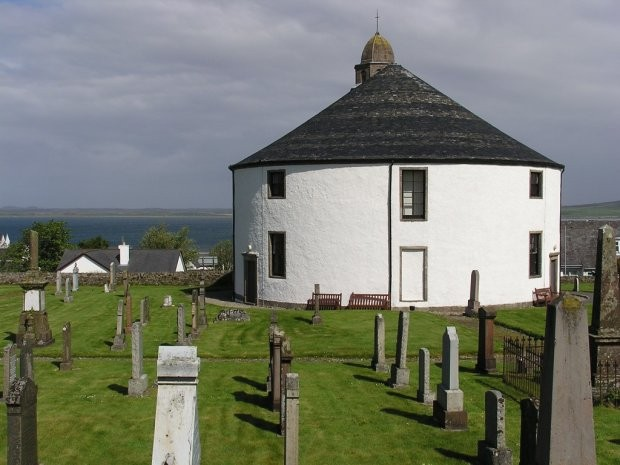
Rückansicht

Die Kilarrow Parish Church, auch Bowmore Round Church, schottisch-gälisch: Eaglais Cill an Rubha, ist ein Kirchengebäude der presbyterianischen Church of Scotland in Bowmore, dem Hauptort der schottischen Hebrideninsel Islay. Es liegt in prominenter, erhabener Position am Kopf der Main Street, auf welcher die A846 durch Bowmore führt. Am 20. Juli 1971 wurde die Kilarrow Round Church in die schottischen Denkmallisten in der Kategorie A aufgenommen.
In der Kilarrow Parish Church werden noch heute regelmäßig Gottesdienste abgehalten. Sie ist die Hauptkirche des Parish Kilarrow.

## Geschichte
Im Jahre 1747 erwirkte Daniel Campbell die Einführung eines dritten Parish auf Islay, woraus die drei Parishs Kildalton and Oa, Kilarrow and Kilmeny und Kilchoman and Kilchiaran hervorgingen. Als dichtestbesiedelter Parish sollten in Kilarrow and Kilmeny zwei Kirchengebäude betrieben werden. 1753 verstarb Daniel Campbell, wodurch sich die Umsetzung des Beschlusses verzögerte. Sein zweitältester Sohn Daniel Campbell, 2. Laird of Shawfield and Islay erbte im Alter von 16 Jahren seine Besitzungen auf der Insel und wurde zunächst zur Ausbildung auf das europäische Festland gesandt. Wahrscheinlich in Gesprächen mit John Campbell, 5. Duke of Argyll erhielt er die Idee zur Errichtung von Planstädten. Dort sah er wahrscheinlich auch einen Entwurf des Architekten John Adam für eine Rundkirche in Inveraray, der jedoch auf Grund der fehlenden Möglichkeit zur Abtrennung des Innenraums in einen gälischsprachigen und einen englischsprachigen Teil abgelehnt wurde. Von seinem Besuch Italiens nahm er die Impression von prominent oberhalb der Ortschaft gelegenen Kirchen mit.
1763 leitete Campbell schließlich die von seinem Vater angestoßene Aufteilung Islays in drei Parishs ein. Außerdem sollte die namensgebende Ortschaft des Parishs, Kilarrow, die zu Teilen dem heutigen Bridgend entspricht, zu Gunsten des Ausbaus der Ländereien von Islay House aufgegeben werden. Campbell plante die Umsiedlung der Bevölkerung Kilarrows in eine Plansiedlung, welche er um 1770 mit der Errichtung Bowmores realisierte. Die Kilarrow Parish Church wurde als eines der ersten Gebäude dieser neuen Ortschaft in den Jahren 1767–1769 in prominenter Position oberhalb von Loch Indaal errichtet.

## Beschreibung
Das Kirchengebäude ist von ungewöhnlichem, rundem Bau, der einen Außendurchmesser von 18,3 m aufweist, wobei das Mauerwerk etwa 84 cm mächtig ist. Die Kirche ist zweigeschossig und wird durch einfache Sprossenfenster entlang der Außenmauern erhellt. In nordwestlicher Richtung ist ein vierstöckiger Glockenturm mit quadratischer Grundfläche vorgelagert, der mit dem Rundbau verbunden ist. In Höhe des zweiten Stockwerks sind auf allen vier Außenseiten quadratische Rahmen angebracht, die wahrscheinlich Turmuhren aufnehmen sollten, die jedoch später nicht installiert wurden. Die oberen beiden Stockwerke des sich stufenweise verjüngenden Turms sind von oktogonalem Grundriss. Obenauf sitzt eine kleine Kuppel. Die Frontseite des Turms besteht aus Quadersteinen, wobei die Kanten abgesetzt sind. An dieser Seite befindet sich auch die rundbogige, doppelflüglige Eingangstür. Auch eine Gedenkplakette, welche Daniel Campbell als Spender des Gebäudes ausweist und es dem allmächtigen Gott weiht, ist dort zu finden. Da der Grund nach Nordwesten hin abfällt, liegt der Kirche ein Sockel zu Grunde und die Eingangstür ist nur über mehrere Stufen zu erreichen. Mit Ausnahme der Vorderfront und den oberen beiden Stockwerken des Turms ist das Gebäude mit Harl verputzt und gekalkt.
Die Kanzel befindet sich am Südende des Gebäudes. Ihr gegenüber liegt eine U-förmige Galerie, die von acht einfachen Pfeilern getragen wird. Diese war im Originalzustand nicht vorhanden und wurde erst um 1830 hinzugefügt. Der Innenraum wurde wahrscheinlich um das Jahr 1890 grundlegend renoviert. Um diese Zeit wurde auch eine Orgel installiert. Die Einrichtungsgegenstände stammen großteils aus dem 20. Jahrhundert. Mittig befindet sich ein massiver, gusseiserner Pfeiler mit einem Durchmesser von 48 cm, welcher das kegelförmige Dach trägt.